# ハーフィズ・オスマン
ハーフィズ・オスマン (オスマン語: حافظ عثمان, 近代トルコ語: Hâfız Osman、1642年 – 1698年) は、17世紀オスマン朝の能書家。イスタンブール生まれのイスラーム書道における書家であり、ダルヴィーシュでもあった。スルタン・アフメト2世、ムスタファ2世、アフメト2世の教育係になり、とりわけムスタファ2世に重用された。同スルタンは、ハーフィズ・オスマンが書き物をするときには、インク壺をスルタン自ら、手に持ったという。
ハーフィズ・オスマンは、ヒルイェの創始者とされている。ヒルイェとは、ハディースにある預言者の外見やアトリビュートを描写した言葉を書き連ねた書画パネルのことを言う。ハーフィズはあるとき、人気のあったこれらの言葉を組み合わせて幾何学的なデザインを作ったところ、たちどころにこの芸術様式の模範になった。ヒルイェは、壁飾りや装飾品のおもてを飾る用途に用いられるようになった。そして、他の宗教伝統においては形象を持った華やかな絵画が提供する機能と同じ機能を、ヒルイェが大いに満たすこととなった。ヒルイェは、預言者ムハンマドの風采を、具体的かつ美文調で魅力的に描写する一方で、預言者の肖像を描くことへの激しい非難に対しても合法である。そして、ムハンマドの外観については、見る（読む）者の想像力に委ねる。
ハーフィズ・オスマンはまた、シェイフ・ハムドゥッラーの再評価にも貢献したと考えられている。とりわけ、使われなくなっていた数多くの書作品の紹介に努めた。現伝しているハーフィズ・オスマンの作品は、クルアーンの筆写本で、イスタンブールのトプカプ宮殿博物館付属図書館と、ナーセル・D・ハリーリーのコレクションに収蔵されている。ハーフィズ・オスマンが筆耕したクルアーンは、彼が生きていた時代には非常に珍重されていた。

## 作品

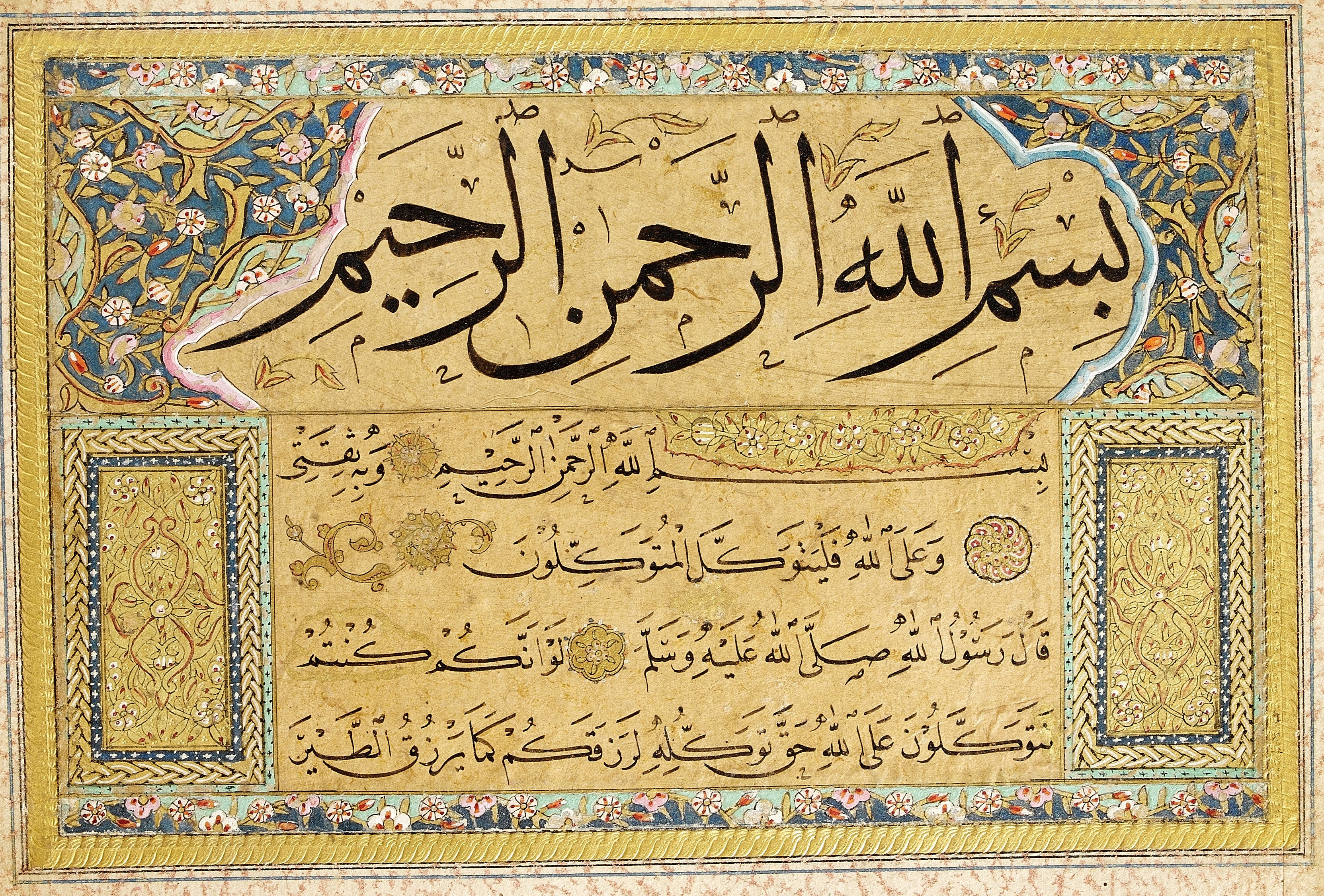
ムラッカという書作品集の一部。
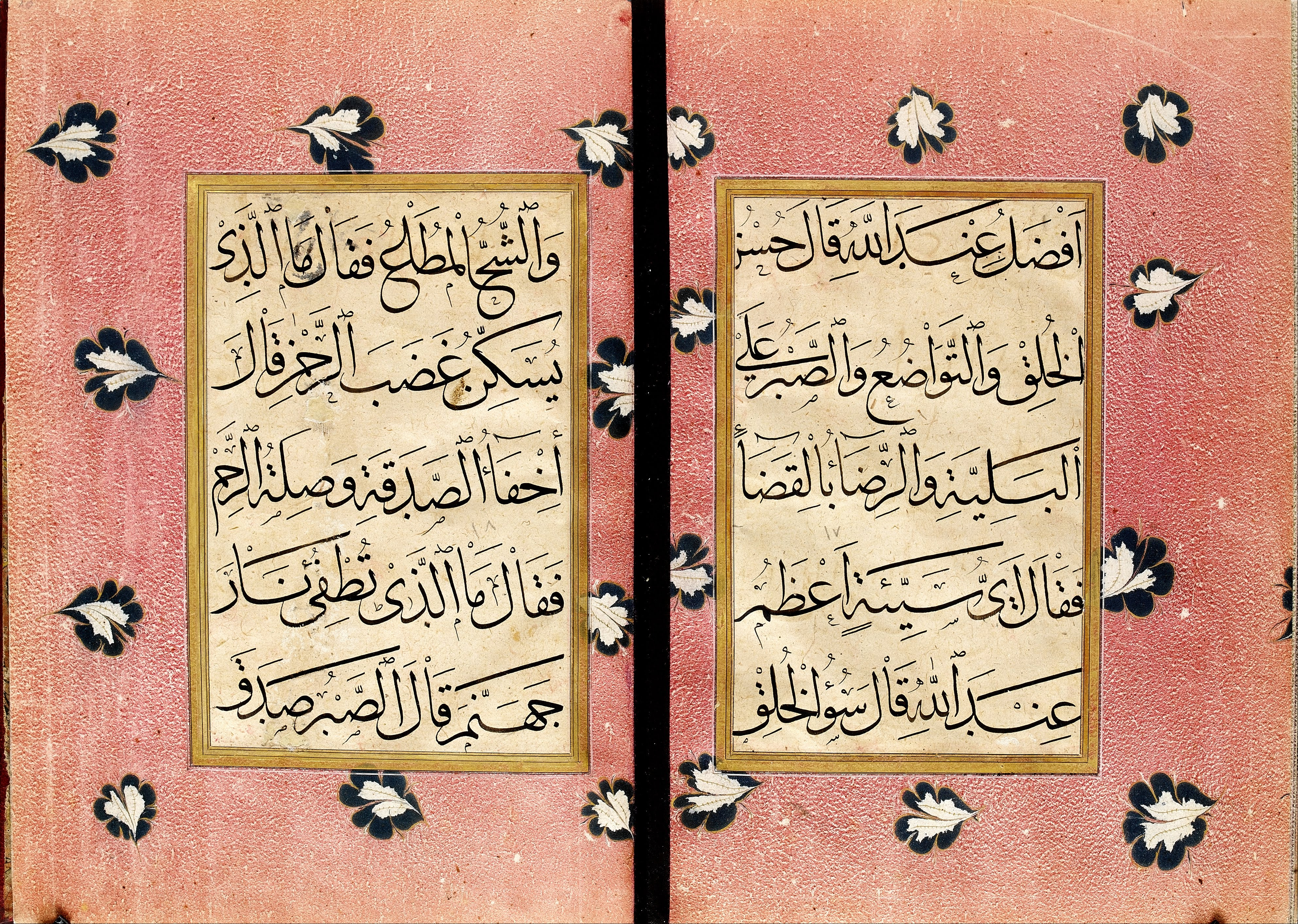
祈祷の手引書。ハーフィズ・オスマン作品のコピー。
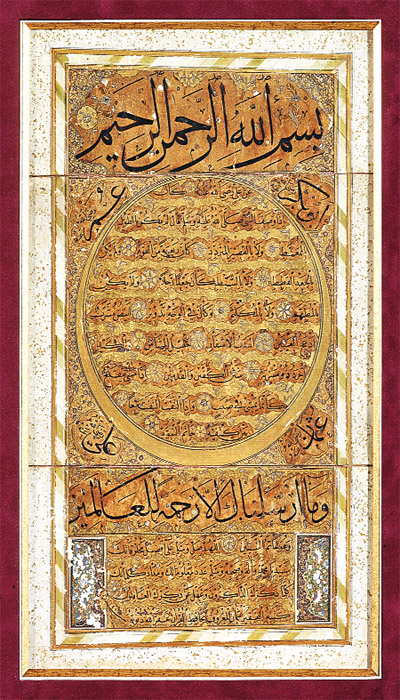
ハーフィズ・オスマン作のヒルイェ
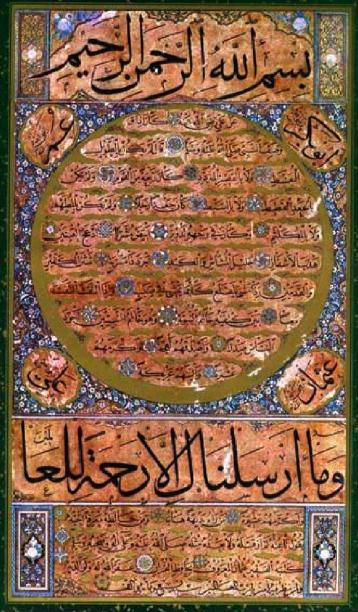
ハーフィズ・オスマン作のヒルイェ
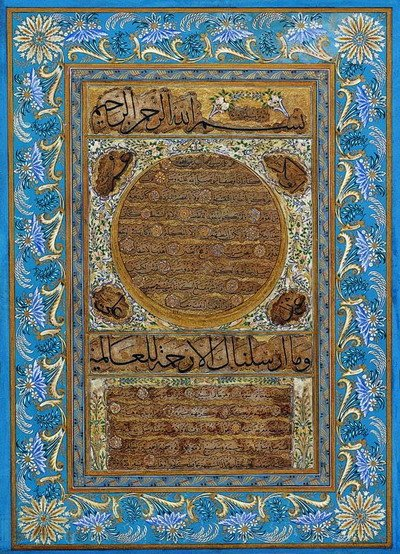
ハーフィズ・オスマン作のヒルイェ
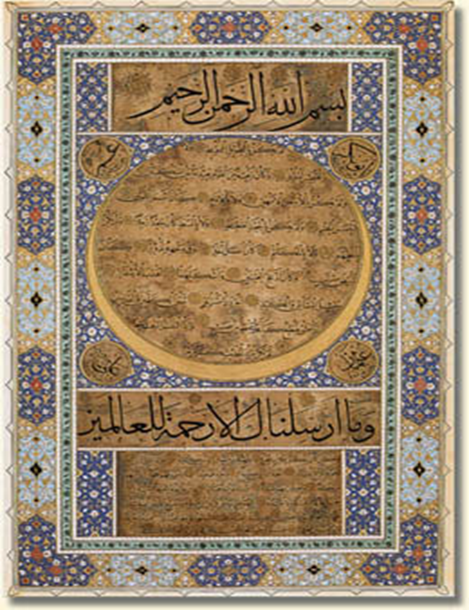
ハーフィズ・オスマン作のヒルイェ
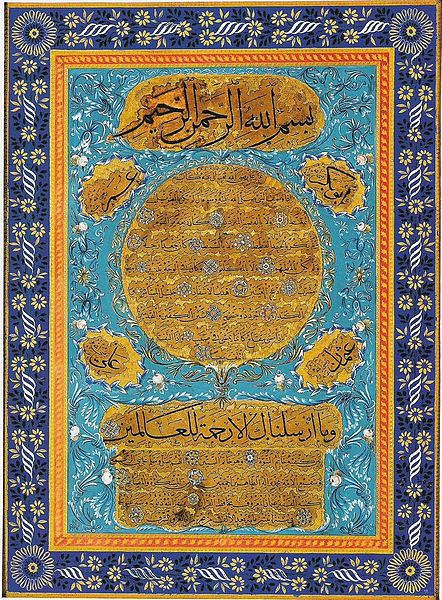
ハーフィズ・オスマン作のヒルイェ